# Pačempres
Pačempres (lat. Chamaecyparis), rod vazdazelenog drveća iz iz porodice čempresovki, dio je potporodice Cupressoideae. Raširen je po Sjevernoj Americi i istočnoj Aziji. Vrste Starog svijeta ponekad su uključene u Cupressus.

## Vrste
Pripadaju mu 5 vrsta
1. Chamaecyparis formosensis Matsum.;
2. Chamaecyparis lawsoniana (Murray) Parl.; Lawsonov pačempres
3. Chamaecyparis obtusa (Siebold & Zucc.) Endl.; hinoki pačempres
4. Chamaecyparis pisifera (Siebold & Zucc.) Engl.; savara ili pjegavi pačempres
5. Chamaecyparis thyoides (L.) Britton, Sterns & Poggenb.; grbičasti pačempres

U nju su nekada uključivane i vrste Chamaecyparis nootkatensis (D.Don) Sudw. ili nutkanski ili žuti pačempres sinonim je za Xanthocyparis nootkatensis (D. Don) Farjon & D. K. Harder; Chamaecyparis funebris (Endl.) Franco ili kineski pačempres sinonim je za Cupressus funebris Endl.